# جوي كرم
جوي كرم ممثّلة لبنانيّة وشقيقة المطربة والممثلة سينتيا كرم، ظهرت في الموسم الأوّل من برنامج ستار أكاديمي في نسخته العربيّة، ثم كانت بدايتها في التمثيل من خلال المسرح  ومن ثم شاركت في فيلم تنّورة ماكسي الذي من إخراج المخرج اللبناني جو بوعيد.
بعد ظهورها في السيّنما، ظهرت في الأعمال التلفيزيونية من خلال عدة أدوار ظهرت فيها في عدد من المسلسلات اللبنانيّة مثل مسلسل اخترب الحي ومسلسل التجربة الجميلة وغيرها من الأعمال التلفازية.
في عام 2015 ظهرت في الفيلم السّينمائي شي يوم رح فل للمخرجة اللّبنانيّة ليال راجحة والذي من بطولة الممثل اللّبناني عادل كرم.
إلى جانب التّمثيل، تجيد جوي العزف على الإيتار والطّبلة. وهي اليوم متزوّجة من عازف مُحترف ولها منه ولدان. ورغم الجدل الكبير الذي يرافق كلّ عمل تقدم عليه، استطاعت جوي أن تثبت نفسها بسرعة قياسيّة ممثّلة بارعة صاحبة موهبة فذّة.

## أعمالها
| - تنورة ماكسي (2012) - شي يوم رح فل (2015) | - التجربة الجميلة (2013) - اخترب الحي (2014) - اتهام (2014) - عشق النساء (2014) |

## روابط خارجية
- جوي كرم على موقع قاعدة بيانات الأفلام العربية